# Коган, Михаил Саулович
Михаил Саулович (Шмуель-Михель Шаул-Фалкович) Коган (28 августа (9 сентября) 1897, Витебск — 24 апреля 1942, Ленинград) — советский шахматный историк и литератор. Автор многочисленных статей и книг по истории шахмат в СССР. Восстановил ранние этапы биографии М. Чигорина, предпринял первую попытку собрать материалы о шахматных увлечениях русских писателей XIX века.
Выпускник Петроградского университета, историк. Один из авторов широко известного труда «Декабрист Лунин и его время». Погиб в блокадном Ленинграде.

## Семья
Брат: Каган, Абрам Саулович — российский издатель, экономист.

Жена: Деляфруз Саидовна Казиева.

## Книги
- Гессен С. Я., Коган М. С., «Декабрист Лунин и его время», [Л. ], 1926 (в приложении — соч. и письма Лунина);
- Коган М. С. История шахматной игры в России / Предисл. И. Л. Рабиновича; Обложка художника С. М. Пожарского.. — Л.: Рабочее издательство «Прибой», 1927. — 260 с. — 4000 экз.
- Краткий очерк истории шахмат. Шахматы в России, М. — Л., 1931;
- В. И. Ленин и шахматы, [М.], 1932 (соавтор);
- Шахматы в жизни русских писателей, Л. — М., 1933;
- Очерки по истории шахмат в СССР, М. — Л., 1938.

## Статьи
В «Шахматном листке»:
- «Из истории развития шахматной игры в России» , 1927.
- «Л. Н. Толстой — шахматист», 1928.
- «Н. Г. Чернышевский и шахматы», 1928.